# السيد الباز العريني
السيد الباز العريني (1910 - 1969) هو كاتب ومؤرخ وأستاذ جامعي مصري.

## حياته ونشأته
السيد الباز العريني ولد في القاهرة سنة 1910، وحصل علي درجة الليسانس من كلية الآداب جامعة فؤاد الأول 1932، و شهد تخرج زملائه من أساتذة التاريخ الحديث  والقديم والآثار، بعد أن نال الدكتور السيد الباز العريني الدكتوراة تدرج في مناصب هيئة التدريس في كلية الآداب جامعة القاهرة، حتي وصل إلي درجة الأستاذية.

## مسيرته
عمل بالتدريس في وزارة المعارف، وواصل دراساته العليا علي مهل ونال درجة الماجستير عام 1944م، وحصل علي الدكتوراه بامتياز 1955م بتحقيقه لكتاب «نهاية الرتبة في طلب الحسبة» لعبد الرحمن بن نصر الشيرزي،  وكانت رسالته بإشراف أستاذه الدكتور محمد مصطفى زيادة.

### اعتماده على المراجع الأوربية
لم يتجه العريني إلي العمل في تحقيق المخطوطات بعد رسالته للدكتوراة على الرغم من أن هذا كان متوقعا ، وإنما اعتمد في كتابته للتاريخ علي ما كان قد أجاده من التعامل مع المراجع الأوروبية: الإنجليزية والفرنسية ، و استيعابها و هضمها ، وكان يقرن التأليف بترجمة بعض ما يراه ضروريا للمكتبة العربية ، هكذا جمع في انتاجه بمثالية واتزان بين التأليف و الترجمة باقتدار .

### كان عمدة في تاريخ المغول
كان العريني من أوائل من اهتموا بتاريخ المغول، وقد استعرض تاريخهم في عدد من مؤلفاته منذ نشأتهم، وتوسعاتهم علي حساب الصينيين، ثم علي حساب الخوارزميين، ثم علي حساب القوي الإسلامية في الشرق الإسلامي حتي تم لهم إسقاط الخلافة العباسية، ثم هزيمتهم النكراء في عين جالوت (1260).

### تأريخه للعصر المملوكي
عُني العريني أيضا بالعصر المملوكي ونظمه الحربية، وبظاهرة الحسبة عند المسلمين وما يناظرها من نظم لدي البيزنطيين، وعلى وجه العموم فإن أعماله في هذا الميدان كأعماله في الميادين الأخرى مرجعية لا غنى عنها ، و مثالية من حيث حجمها و اتزانها .

### عنايته بتأريخ  الحروب الصليبية
أنجز العريني ترجمة العمل الضخم عن الحروب الصليبية الذي قام به المؤرخ البريطاني السير ستيفن رونسيمان  1903- 2000 في ثلاثة مجلدات كبيرة، مع دراسة نقدية لوجهة نظره كمؤرخ بريطاني للحروب الصليبية. أما  كتابه هو «مؤرخو الحروب الصليبية» فقد كان عملا علميا رائدا خلال المرحلة التي ظهر فيها أوائل الستينيات (1962). وقد نشر عدداً من البحوث المهمة الخاصة بعصر الحروب الصليبية في بلاد الشام ومصر، ودور دولتي الأيوبيين والمماليك في مواجهة الصليبيين.

## مؤلفاته[4]
- «أخبار الروم»، القاهرة، مطبعة نهضة مصر، 1956.
- «الدولة البيزنطية (323 ـ 1081)»، القاهرة، 1960.
- “مصر البيزنطية»، القاهرة، 1961.
- «مصر في عصر الأيوبيين»، القاهرة، 1960.
- «مؤرخو الحروب الصليبية»، القاهرة، 1962.
- «الحضارة والنظم الأوروبية في العصور الوسطي»، القسم الأول، القاهرة، 1963.
- «الشرق الأوسط والحروب الصليبية (1050 ـ 91193، الجزء الأول، القاهرة، 1963.
- «الشرق الأدنى في العصور الوسطي[ في 3 كتب]
- «الأيوبيون» : من مجموعة تاريخ مصر منذ الفتح العربي، مشروع الألف كتاب بوزارة التربية والتعليم.
- «الحسبة في الدولة الإسلامية».
- «الحسبة في الدولة البيزنطية».
- «رسائل ابن الأثير».
- «رحلات ماركو بولو».
- «الفروسية في مصر زمن سلاطين المماليك».
- تاريخ العالم العربي وحضارته في العصور القديمة والعصر الإسلامي 1961: بالاشتراك مع محمد مصطفى زيادة  ومحمد الهادي عفيفي وعبد الرحمن فهمي ومحمد أحمد الغنام.
- تاريخ العرب والإسلام 1964جزآن : بالاشتراك مع محمد مصطفى زيادة  ومحمد أحمد الغنام ومحمد الهادي عفيفي.

### التحقيق
- «نهاية الرتبة في طلب الحسبة» للشيزري»، القاهرة، لجنة التأليف والترجمة والنشر، 1946.

### جهوده في الترجمة
- «تاريخ أوروبا في العصور الوسطي»، تأليف الأستاذ فشر، وقد ترجمه بالاشتراك مع الدكتور محمد مصطفي زيادة، مطبعة القاهرة، 1950، 1954.
- التاريخ الإنجليزي 1946: بالاشتراك مع د. محمد مصطفى زيادة ود.محمد أحمد الغنام
- «بداية العصور الوسطي» موسوعة تاريخ العالم، تأليف لانجر، من منشورات مؤسسة فرانكلين بالقاهرة.
- «حياة شرلمان» تأليف إينهارت.
- «شارلمان» من تأليف هـ. و. س ديفز،
- «الحروب الصليبية» تأليف أرنست باركر،
- «تاريخ الحروب الصليبية» تأليف ستيفن رونسيمان، 3 أجزاء، بيروت، 1967 ـ 1969.

### جهوده في الترجمة من خلال إدارة الترجمة بوزارة التربية والتعليم
- «الحياة في انجلترا زمن الأنجلو السكسون» تأليف شمبرز، موسوعة تاريخ العالم .
- «السلطة الملكية والإدارة» من كتاب تراث العصور الوسطي، جاكوب وكومب.
- «تركستان حتي زمن الغزو المغولي»، بارتولد.

### كتابته عن المؤرخين الغربيين
- “اينهارت مؤرخ حياة شرلمان” ، مطبعة نهضة مصر، 1957.

### بحوث ومقالات في المجلة التاريخية المصرية
- «الحسبة والمحتسبون في مصر»، المجلة التاريخية المصرية، 1950.
- «الفارس المملوكي» المجلة التاريخية المصرية»، 1956.
- «بعض عالم عصر شارلمان» المجلة التاريخية المصرية، 1959.

### بحوث ومقالات في مجلة كلية الآداب جامعة القاهرة
- «نمو طبقة النبلاء الإقطاعيين بمملكة بيت المقدس في القرن الثاني عشر الميلادي» «مجلة كلية الآداب»، جامعة القاهرة، 1958.
- «الإقطاع الحربي عند الصليبيين في مملكة بيت المقدس»، مجلة كلية الآداب، 1959.
- «الحسبة في بيزنطة في القرن العاشر الميلادي» أو «والي المدينة».

## وفاته
وافته المنية، عام 1389هـ الموافق 1969 م.